# ノーマン・スコット (軍人)
ノーマン・スコット（Norman Scott, 1889年8月10日-1942年11月13日）は、アメリカ海軍の軍人、最終階級は少将。名誉勲章受章者。第二次世界大戦中、水上戦闘で戦死した少将以上のアメリカ海軍軍人のうちの一人である。
1942年10月11日のサボ島沖海戦ではレーダーを（不完全ながら）駆使して日本艦隊に勝利したが、続く11月13日の第三次ソロモン海戦で再び日本艦隊と交戦してダニエル・J・キャラハンとともに戦死し、死後、太平洋戦線での戦功により名誉勲章が追贈された。

## 生涯

### 前半生
ノーマン・スコットは1889年8月10日、インディアナ州インディアナポリスで生まれる。1907年に海軍兵学校（アナポリス）に進み、1911年に卒業。卒業年次から「アナポリス1911年組」と呼称されたこの世代からはダニエル・J・キャラハン、沖縄戦で戦艦「大和」と対決し損なったモートン・デヨ、潜水艦部隊を率いたロバート・H・イングリッシュ、室蘭艦砲射撃を行ったオスカー・C・バジャー2世、空母任務群を率いたジョン・W・リーヴスらがいる。
アナポリス卒業後、スコットは士官候補生として1911年から1913年の間は戦艦「アイダホ」乗組みとなり、1912年3月に少尉に任官する。戦艦配属のあとは駆逐艦関連部門に配属され、第一次世界大戦参戦後の1917年12月当時は駆逐艦「ジェイコブ・ジョーンズ」 (USS Jacob Jones, DD-61) であった。12月6日、「ジェイコブ・ジョーンズ」は英仏海峡で、伝説的なハンス・ローゼ艦長が指揮するドイツ潜水艦「U53」の砲雷撃を受けて沈没したが、スコットは冷静に対処して生還し、のちに表彰された。少佐に一時昇級していたスコットは大戦休戦までの間、ウッドロウ・ウィルソン大統領の海軍担当補佐官を務め、1919年にはイーグル級哨戒艇で構成された一隊のうち、PE-2 と PE-3 を指揮した。
1920年代初めのスコットは駆逐艦や戦艦「ニューヨーク」、ハワイで勤務し、1924年から1930年までの間は戦闘艦隊のスタッフやアナポリスの教官を務めた。駆逐艦「マクレイシュ」 (USS MacLeish, DD-220) と「ポール・ジョーンズ」の艦長を務めたのち、ニューポートの海軍大学校上級課程を受講した。海軍大学校の課程を修了ののちは海上勤務に戻り、軽巡洋艦「シンシナティ」の副長や、中佐昇進後の1937年から1939年にはブラジルにおける海軍事務所のメンバーとなった。大佐に昇進すると重巡洋艦「ペンサコーラ」艦長となり、1941年12月8日の真珠湾攻撃を迎えた。年明けた1942年の数か月間、スコットは海軍作戦部のスタッフとなり、5月に少将に昇進後、8月のガダルカナル島上陸作戦とツラギ島攻撃から始まる反攻作戦に、火力支援部隊の司令官として南太平洋に向かった。

### サボ島沖海戦
スコットは巡洋艦と駆逐艦からなる第64.2任務群司令官として船団護衛に従事し、機会あれば「東京急行」を阻止できるよう、夜間の戦闘訓練を欠かさなかった。1942年10月11日午後、偵察機は「スロット」ニュージョージア海峡を南下する五藤存知少将の日本艦隊を発見し、ガダルカナル島行の重要船団を護衛中の第64.2任務群に、その迎撃が命じられた。スコットは第64.2任務群をガダルカナル島とサボ島間の海域で北東と南西方向を往復に哨戒させ、やがてガダルカナル島艦砲射撃の意図を持った五藤艦隊が突入する形となった。スコットの第64.2任務群に属する巡洋艦はレーダーを装備しており、人の目しか頼りがない五藤艦隊よりかは有利ではあったものの、任務群旗艦の重巡洋艦「サンフランシスコ」には旧型レーダーしか搭載していなかった。第64.2任務群は新式レーダー搭載の軽巡洋艦「ヘレナ」 が五藤艦隊を探知し、T字隊形の形に持ち込んで戦闘に入る手はずだった。しかし、スコットは「ヘレナ」の報告を前衛の駆逐艦を探知したものと誤解した。間もなく「サンフランシスコ」の旧式レーダーも五藤艦隊を探知し、23時51分に砲撃を下令したが、5分前に「ヘレナ」が抜け駆けの形から砲撃を開始しており、統一されたものではなかった（サボ島沖海戦）。任務群の一斉射撃により五藤艦隊の重巡洋艦「古鷹」と駆逐艦「吹雪」を撃沈して五藤の旗艦「青葉」を手痛く撃破し、五藤を戦死させた。ところが回頭の際に前衛の駆逐艦「ダンカン」と「ファーレンホルト」 (USS Farenholt, DD-491) が任務群から分離して第64.2任務群と五藤艦隊の間に入り込み、両部隊から撃たれて「ダンカン」沈没、「ファーレンホルト」大破の損害を受けた。そもそも「ダンカン」と「ファーレンホルト」の動きはスコットの懸念材料であり、「ヘレナ」の抜け駆け砲撃は「ダンカン」へのものと信じて射撃をいったん中止させていた経緯があった。さらに五藤を失った日本艦隊の決死の反撃で軽巡洋艦「ボイシ」が沈没寸前の大損害を受け、割って入った重巡洋艦「ソルトレイクシティ」も被弾損傷した。
ソロモン戦線で初めて日本艦隊に勝った水上戦闘は終わり、一時的にせよ南太平洋方面の連合軍の士気を上昇させたものの、海戦自体はたびかさなるミスで、スコットから完全勝利の栄光を遠ざける結果となった。しかも、海戦をよそに日本側は別働隊によりガダルカナル島に部隊と重砲を陸揚げした。後年、歴史家サミュエル・E・モリソンはスコットを激賞したものの、激賞と実態は一致しているわけではなかった。

### 第三次ソロモン海戦
当時、南太平洋軍の司令官はロバート・L・ゴームレー中将（アナポリス1906年組）が務めていたが、海軍が指揮ぶりを問題視して更迭し、10月18日付で後任はウィリアム・ハルゼー中将（アナポリス1904年組）となった。同時に幕僚の顔ぶれも一部入れ替わることとなった。ゴームレーの参謀長はキャラハンであったが、ハルゼーはこれを自身の参謀長であったマイルズ・ブローニング大佐（アナポリス1918年組）と入れ替え、キャラハンは水上勤務に回されたが、アメリカでは参謀という職務があまり歓迎されないこともあって、これは「栄転」と受け止められていた。10月30日に第67.4任務群司令官となったキャラハンはスコットより先に少将に昇進しており、スコットは「サンフランシスコ」をキャラハンに譲って、自身は軽巡洋艦「アトランタ」に移って副将格となった。
11月に入ってもガダルカナル島での日米両軍の対峙は続き、双方とも増援部隊を送り込んだ。軍需品を載せた輸送船団と兵員を乗せた輸送船団を別々に送り込むこととなり、スコットの「アトランタ」は駆逐艦3隻とともに前者を護衛して、11月11日にガダルカナル島に到着。やがて、偵察機が「スロット」を南下する阿部弘毅少将率いる日本艦隊を発見し、ガダルカナル島沖にいたアメリカ艦隊は急速に迎撃態勢をとった。11月13日未明、キャラハンの第67.4任務群はスコットがサボ島沖海戦で採用した陣形を踏襲して阿部艦隊を待ち構えたが、両艦隊はあっというまに接近して砲雷戦が繰り広げられた（第三次ソロモン海戦）。スコットが乗っている「アトランタ」は巡洋艦群の先頭に立っていたが、前衛の駆逐艦が混乱に陥ったのを見て転舵したものの、これは阿部艦隊の戦艦、「比叡」および「霧島」の懐に飛び込む形となった。「比叡」はサーチライトで「アトランタ」を照射ののち主砲の二斉射を行い、同時に後方の「サンフランシスコ」も「アトランタ」を敵艦と勘違いして砲撃した。双方から降り注いだ砲弾は「アトランタ」の艦橋を粉砕し、スコット以下幕僚は一人を残して全員戦死した。「アトランタ」はさらに駆逐艦「暁」の魚雷の命中を受け大破、曳船ボボリンクに曳航されて満身創痍でルンガ岬沖までたどり着いたものの、日本軍の再攻撃に備えるには足手まといになるため自沈処分された。戦死したスコットに対し、10月から11月にかけての戦いにおいて「際立った、英雄的かつ恐れ知らずの行為」が評価され、名誉勲章が追贈された。
スコットは世代こそ異なるがハルゼーと親しく、スコット（とキャラハン）の戦死の知らせを聞いたハルゼーは、そのことに心を打たれた。第三次ソロモン海戦のあとでハルゼーは大将に昇進するが、これまで両襟につけていた三ツ星の中将階級章を、「勇敢な行為をしてくれたおかげで大将になれた」という意味を込めてスコット夫人とキャラハン夫人に一つずつ贈った。
フレッチャー級駆逐艦の一艦である「ノーマン・スコット」と、キッド級ミサイル駆逐艦の三番艦「スコット」は、戦死したスコットにちなんで命名された。

## 名誉勲章

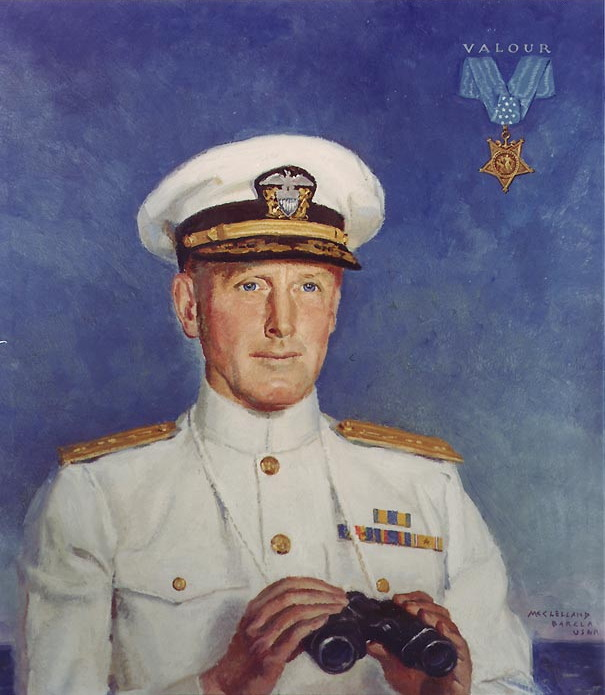
ノーマン・スコットと名誉勲章を描いた絵画

## スコットの隊形
サボ島沖海戦において、スコットは指揮下部隊を「前衛の駆逐艦、巡洋艦群、後衛の駆逐艦」という隊形に配置して日本艦隊を撃破した。そして、海戦以降1年近くもの間、ソロモン方面での水上戦闘でアメリカ海軍は、スコットが採用したものと同じ隊形をしばしばとった。1942年11月30日から12月1日のルンガ沖夜戦では、カールトン・H・ライト少将（アナポリス1912年組）がスコットの隊形を採用して第二水雷戦隊（田中頼三少将）を迎撃したが、酸素魚雷で滅多打ちにされた。1943年に入ってからはウォルデン・L・エインズワース少将（アナポリス1910年組）とアーロン・S・メリル少将（アナポリス1912年組）で、エインズワースは1943年7月4日から6日のクラ湾夜戦と前日の戦闘および7月12日から13日のコロンバンガラ島沖海戦で採用したが、やはり酸素魚雷で手痛い被害を受けた。メリルは11月1日のブーゲンビル島沖海戦で、スコットのものを修正した隊形と丁字戦法をとって日本艦隊に勝利した。
スコットのものとライト、エインズワースおよびメリルのものとは戦術が異なり、後者の由来はトーマス・C・キンケイド少将（アナポリス1908年組）に求められる。一方、スコットがどのような戦術をとろうとしたのかは、丁字戦法を採用したこと以外は断片的にしか判明していない。スコットはサボ島沖海戦の直前、第64.2任務群に逐次回頭、先行艦の航跡を後続艦がそのままたどるよう命じており、また回頭時には前衛に対して大きく回頭し、巡洋艦群の側面護衛を担当するようにも命じていた。しかし、前衛を大きく回頭させたことは結果的には仇となり、前述のように前衛は敵味方から砲撃を受ける羽目となった。なお、隊形そのものに関しては、艦艇研究家の木俣滋郎は「帆船時代からヨーロッパの海将が好んで用いた古典的布陣」としている。